# Трансатлантический экзопланетный обзор
Трансатлантический экзопланетный обзор (англ. Trans-Atlantic Exoplanet Survey), или TrES — проект обнаружения экзопланет у ярких звёзд с использованием относительно недорогих телескопов.
В проекте участвуют три четырёхдюймовых (10-сантиметровых) телескопа, расположенных в Обсерватории Лоуэлла, Паломарской обсерватории и на Канарских островах, объединённых в одну сеть. Поиск экзопланет ведётся транзитным методом. Комплекс использует 4-дюймовые камеры Шмидта с ПЗС-матрицами и программы автоматического поиска. Данный проект был создан Дэвидом Шарбонно из Гарвард-Смитсоновского центра астрофизики, Тимоти Брауном из Национального центра атмосферного исследования и Эдвардом Данхэмом из обсерватории Лоуэлла.

## Открытые планеты
К настоящему времени в рамках проекта TrES было обнаружено 5 планет. Все они найдены транзитным методом. Примечательно, что в документах об открытии не используется суффикс «b», обычно обозначающий внесолнечные планеты. Хотя в литературе используются формы как с «b», так и без, в приведённой таблице указаны обозначения, присвоенные первооткрывателями.

### Похожие проекты по открытию экзопланет
- Телескоп XO, или XO
- Проект HATNet, или HAT
- SuperWASP, или WASP

### Приборы, исследующие экзопланеты
- COROT — космический телескоп ЕКА, запущены в декабре 2006.
- Кеплер — спутник НАСА, запущенный в марте 2009.